# Stüblerbach (Oswaldgrabenbach)
Der Stüblerbach ist ein rund 2 Kilometer langer, linker Nebenfluss des Oswaldgrabenbachs in der Steiermark.

## Verlauf
Der Stüblerbach entsteht am südlichen Hang des Berges Gallmannsegg im westlichen Teil der Gemeinde Kainach bei Voitsberg, im nordöstlichen Teil der Katastralgemeinde Oswaldgraben, südöstlich der Gegend Gstierl, nordnordöstlich des Hofes Koli, nördlich des Hofes Kollander und westlich des Hösslkreuzes. Er fließt im oberen Drittel relativ gerade nach Südosten, dann in einem flachen Linksbogen, ehe er die etwa 300 Meter vor seiner Mündung wieder relativ gerade nach Südsüdost fließt. Insgesamt fließt der Stüblerbach nach Südosten. Im Südosten der Katastralgemeinde Oswaldgraben mündet er südwestlich des Hofes Stübler  und etwa 30 Meter südlich der Landesstraße L 341, der Kainacherstraße, in den Oswaldgrabenbach, der danach geradeaus weiterfließt.
Auf seinem Lauf nimmt der Stüblerbach von links den Kissoldbach sowie zwei weitere kleine und unbenannte Wasserläufe auf.